# Plastifikation
Plastifikation (Kunstwort in Sinne „weichgemacht werden“) bezeichnet den Übergang eines Stoffes vom festen in einen verformbaren oder fließfähigen Zustand, es ist dann plastisch verformbar.
Der Begriff ist in verschiedenen Fachgebieten im Speziellen in Gebrauch.

## Plastifizierung in der Technik
Plastifizierung ist ein Fertigungsverfahren, um die Weiterverarbeitung zu erleichtern bzw. zu ermöglichen.
Kunststoff:
- In der Kunststoffherstellung ist Plastifizierung das Umwandeln von pulverförmigen oder granulatförmigen Kunststoffen durch Temperatur und Druck, also eine Erniedrigung der Viskosität des Materials. Hierbei werden in Verarbeitungsmaschinen (z. B. Extruder, Kalander oder Spritzgussmaschinen) die Kunststoffe über ihre spezifischen Schmelztemperaturen erhitzt, so dass sie eine heiße, homogene Kunststoffmasse bilden. Ist der Kunststoff dann plastifiziert, kann er im weiteren Prozess z. B. zu Rohren, Platten, Folien oder Spritzgussteilen ausgeformt werden. Auch ein Beschichten, ebenfalls Plastifizierung genannt, ist so möglich.
 Analog ist der Ausdruck in der Recycling-Technik in Gebrauch, wo man damit Kunststoffrecycling durch Zermahlen und Wiedereinschmelzen von gesammelten Altkunststoffgemischen bezeichnet. Ein Mindestanteil von 60 % Thermoplasten (Sammelbezeichnung für Kunststoffe, die durch Polymerisation von Alkenen (Ethylen, Propen) entstehen) Polyolefine muss vorhanden sein.[1]
- Daneben bezeichnet man als Plastifikation, engl. plasticizing, das Zusetzen von Weichmachern zu Kunststoffen, also chemische Substanzen, die die Elastizität des Materials beeinflussen.

Holz:
- Holz wird durch Dampfbehandlung plastifiziert, um es anschließend biegen oder pressen zu können. Das Verfahren wird heute auch Dampfumformen genannt, und für Bugholz um 1830 von Michael Thonet für Sitzmöbel industriell entwickelt, bekannt ist es schon seit der Antike, und wurde etwa in der Fassbinderei verwendet.
- Auch die chemische Holzfaserbehandlung bei der Fertigung von MDF-Platten, Spanplatten oder Wood-Plastic-Composite-Produkten wird als Plastifizierung bezeichnet. Solche Holzwerkstoffe sind press- und auch biegbar, können also etwa extrudiert oder tiefgezogen werden.

Mörtel/Beton:
- Zusatzmittel zur Reduktion der Sprödigkeit im erhärteten Zustand durch Zusätze, die ein minimales Gleiten der Kristalle im Material gegeneinander ermöglichen z. B. durch Einbringung von Mikroporen. Plastifizierende Zementzuschläge reduzieren die Gefahr der Rissbildung z. B. bei thermischer Ausdehnung, reduzieren zumeist aber ebenso die Endfestigkeit des Werkstoffes. Im Allgemeinen verbessern (reduzieren) plastifizierende Zementzuschläge auch die Wassereindringtiefe und verbessern die Frostbeständigkeit. Siehe dazu auch Betonzusatzmittel und Betonzusatzstoffe.

Siehe auch: Thixotropie, Weichmachen spezieller Materialien durch Kneten, Schütteln und Ähnliches.

## Geologie
Unter dem Begriff plastisches Gestein fasst man zwei Formen zusammen:
- Lava, die primär durch hohe Temperatur plastifiziert ist – Lava ist eine Erscheinung des Vulkanismus der Erdkruste
- Magma, das durch extrem hoher Temperatur verflüssigt ist. Von Magma spricht man im Erdinneren.